# ヤマトホールディングス
ヤマトホールディングス株式会社（英: YAMATO HOLDINGS CO., LTD.）は、東京都中央区銀座に本社を置く持株会社。大手運送会社のヤマト運輸株式会社を所有する。

## 概要
物流、引越、金融会社などを傘下に持ち、東証第1部に上場する。日経平均株価およびJPX日経インデックス400の構成銘柄の一つ。
かつては、ヤマト運輸を中心としたグループ体制を敷いていたが、分社化と再編を進め、主力の宅配事業を中核に事業部門ごとに別会社とした。これにより、ヤマトホールディングスの傘下に事業会社が入る体制となっている。

## 沿革

### 旧ヤマト運輸株式会社時代
- 1919年（大正8年）11月29日 - 大和運輸株式会社（旧）を設立。初代本社は東京都東京市京橋区（現・東京都中央区）東豊玉河岸4番地に所在[7]。同日、京橋区木挽町（現・中央区銀座三丁目）の朝日倶楽部において創立総会[8]。
  - 当初は『太陽運輸』にするつもりであったが、周囲の者と相談し『大和運輸』となった。日本の古称である「大和」に加え、創業者の小倉康臣が一時預けられていた上田家の屋号『山登屋』を意識したものであった。当時の資本金は10万円（払込25,000円）、株主37人、株式数2000株。初代社長は小倉康臣（同社では専務に就任）の義兄であり、常務や取締役、監査役も小倉の親戚や知人で占められていた[8]。
- 1922年（大正11年）12月 - 三越呉服店（現・三越）の横浜取扱所への商品輸送を契約した[7]。
- 1923年（大正12年）
  - 4月1日 - 三越呉服店と商品配達の正式な約定書を締結（同年1月に上記の契約を基盤に東京 - 横浜間の定期輸送を開始）[7]。
  - 9月 - 関東大震災により本社・保有車13台中1台を焼失。代々木上原に本拠地を10日間設置し、後に四谷出張所に移転し救援と復興輸送にあたる。同年9月4日からは震災復興輸送のため省庁や自治体にトラックを常時提供する[7]。
- 1924年（大正13年）1月 - 2代目本社社屋新築移転[7]。
- 1928年（昭和3年） - 1922年（大正11年）頃から使用している初代社章『桜にY』を商標登録[9]。
- 1929年（昭和4年）
  - 2月21日 - 増資の手段として、第二大和運輸株式会社設立[9]。現在のヤマトホールディングスは、この日を登記上の設立年月日としている（登記手続きは同年4月9日実施）[10]。
  - 5月1日 - 第二大和運輸株式会社、大和運輸株式会社（旧）と合併し、大和運輸株式会社（新）に社名変更[9]。
  - 5月 - 社旗を制定[9]。
  - 6月 - 日本初の路線トラック事業（東京－横浜間、定期積み合わせ輸送）を開始[9]。
  - 10月 - 社歌制定[9]。
  - 11月 - 本社新築移転（3代目[9]、木造3階建て、木挽町〔現在の東銀座2丁目1番地〕にて現在ヤマト銀座ビルが立地している場所[11]）。
- 1931年（昭和6年）12月 - 社訓制定[9]。
- 1936年（昭和11年）8月 - 定期便を「大和便」と名称変更[12]。
- 1939年（昭和14年）8月 - 大和運輸産業報国会結成[12]。
- 1942年（昭和17年）1月1日 - 新社歌制定（服部逸郎作曲、小澤輝作詞）[13]。
- 1944年（昭和19年）
  - 1月 - 三和運送、第二三和運送、相互運送を買収合併[13]。
  - 6月17日 - 軍需省から輸送協力の要請。これを受け、同年8月16日より関東軍需監理局第二特別輸送隊に人員17名を供出し、同隊の運営にあたる[13]。
- 1945年（昭和20年）
  - 2月6日 - 「光輸送隊」を発足させ、中島飛行機（現・SUBARU）武蔵製作所の移転作業を行う[13]。
  - 5月 - 大和便の人員および車両を全て「光輸送隊」に組み込まれ、大和便が完全休止[14]。
  - 8月15日 - 太平洋戦争終戦。それまでの戦災により向島、四谷、蒲田、浜松町のっかう営業所、墨堤寮が焼失した他、本社倉庫が半焼し、借家15件（深川、富沢町、浅草、小石川、日本橋、淀橋、横浜、神奈川、千葉、八王子、水戸、熊谷、平塚の各営業所、吉野町倉庫、向島橋場寮）が焼失。戦死者7名、重傷者1名、被災者238名、喪失車両27台の被害が出た。なお、銀座の本社社屋は類焼を免れ、トラックのほとんどが井の頭恩賜公園に駐在していたため、340台（うち実働可能なのは200台程度）も焼失を免れている[15]。
  - 9月 - 終戦に伴い営業所が復活開始[14]。
- 1946年（昭和21年）
  - 1月15日 - 大和運輸従業員組合（現・ヤマト運輸労働組合）設立[14]。
  - 2月8日 - 芝浦営業所が米軍に接収され業務一切は高浜町営業所に移管[14]（1953年4月に接収解除され、梱包と通運倉庫に使用[16]）。
- 1947年（昭和22年）3月 - 社長制を採用。小倉康臣専務が社長に就任[14]。
- 1948年（昭和23年）1月4日 - 東京株式取引所に店頭売買にて初登録される[14]。
- 1950年（昭和25年）
  - 8月5日 - 「大和音頭」（大和運輸職場の歌）を作歌（明本京静作詞・作曲）し、レコードに吹き込む[16]。
  - 12月17日 - 制帽を改定[16]。
- 1952年（昭和27年）2月 - 京浜港において海上貨物の取り扱い開始[16]。
- 1956年（昭和31年）4月 - 通運部、大和コンテナの使用を開始[17]。
- 1957年（昭和32年）
  - 4月1日 - 大和運輸貯蓄組合発足[18]
  - 6月25日 - 大和運輸共済会（現・ヤマトグループ社員福祉センター）設立[18]。
  - 7月 - 現在の会社ロゴマーク「親子クロネコ」を制定して、同年8月より使用開始[18]。同年3月のアライド・バンラインズとの業務提携時、社長の小倉康臣がアライドの「白猫の親子猫マーク」に強く惹かれて許諾を得、広報担当者の子弟が落書きした黒猫をアレンジして作成[19][20]。2年後の1959年11月に大阪の通運会社が同社のトラックにアライド社のマークに酷似したネコのマークを表示し、そのマークを商標として特許庁に登録出願したため、ヤマト運輸側が同社のマークが使用出来なくなるのを防ぐため、直ちに異議申し立てを行い、以後長期の争いの末、1967年（昭和42年）8月、漸く大和運輸のネコマークが特許庁に登録された[21]。
  - 10月3日 - 旧本社隣接地にあった京橋営業所を取り壊した跡地（534 m2、東銀座2丁目3番地）にて[11]、本社新社屋新築工事起工・地鎮祭を挙行[18]。
- 1958年
  - 9月1日 - 大和運輸健康保険組合（現・ヤマトグループ健康保険組合）設立[22]。
  - 11月8日 - 4代目の本社社屋に新築移転[22]。同年10月に竣工した鉄筋コンクリート造り地下1階地上5階建ての建物であった（中央区東銀座2丁目3番地にあり、現在スワンカフェ銀座店が立地している場所にあたる）。総工費は約1億円。なお、旧本社ビルには航空営業所などが移転した[11]。
- 1960年（昭和35年）
  - 2月 - 車の塗装デザインを淡いコバルトグリーンと象牙色の2色に変更[22]。
  - 2月13日 - 大阪支店開設。同年3月には東京 - 大阪間路線運行開始[22]。
- 1961年（昭和36年）3月 - 副社長制を導入（初代副社長には専務取締役の日野光雄が就任）[23]。
- 1963年（昭和38年）10月 - 東京証券取引所第一部から第二部へ銘柄の指定替え[24]。
- 1965年（昭和40年）9月30日 - 社名の英語表記を『YAMATO TRANSPORT CO.,LTD』と決定[25]。
- 1966年（昭和41年）
  - 1月30日 - 大和運輸厚生年金基金（現・ヤマトグループ企業年金基金）を設立[26]。
  - 7月 - 大和体操を制定[26]。
- 1967年（昭和42年）1月1日 - 社章ならびにネコマークの使用基準などを定める標章規程を制定（同年8月に商標登録）[26]。
- 1970年（昭和45年）2月1日 - 静岡運輸を合併[27]。
- 1971年（昭和46年）
  - 3月25日 - 『大和運輸五十年史』発行[28]。
  - 3月30日 - 社長が小倉昌男に交代[28]。
  - 4月1日 - ニューヨーク営業所を開設[28]。
  - 7月22日 - 小倉昌男社長がアメリカ合衆国を訪れ、同国のトラック会社PIE社と業務提携を結び本格的なアメリカとの国際一貫輸送を開始した[28]。
- 1973年（昭和48年）2月1日 - 引越センターを開設[28]。
- 1974年（昭和49年） - NEKOトータルシステム運用開始[29]。
- 1976年（昭和51年）
  - 1月20日 - 関東地方を対象にした「宅急便」サービスを開始[30]。

この間、「宅急便」の全国展開が図られていくが、この過程で監督官庁の運輸省（現・国土交通省）の事業認可の問題があり、山梨県などでは行政訴訟にまで発展した。
- - 3月23日 - 宅急便の商標登録を出願[30]。
  - 3月 - 初のテレビコマーシャルを放映[30]。
- 1977年（昭和52年）
  - 4月1日 - 宅急便の本格的なテレビコマーシャル（葦原邦子および社員一人が出演）が、日本テレビおよびテレビ朝日にて放送開始[30]。
  - 4月 - 宅急便のロゴがピンクから黒に統一[30]。
- 1978年（昭和53年）
  - 3月　‐東京 - 大阪間において「小さな引越便」（現・らくらく家財宅急便）発売[31]。
  - 4月28日 - 宅急便最初の大型ターミナルが竣工[31]。
  - 7月 - 常務会で『ヤマト運輸』への社名変更が協議されたが、正式に社名を変更するとトラックのボディーをはじめ、様々な箇所のリニューアルに多額の費用を要するため、正式な社名変更は3年後を目処に実施するとし、当面は公文書目など制約のあるものを除いて、広告宣伝など可能な範囲で『ヤマト運輸』という名称を使用することが決定された[32]。
  - 10月 - 社名のカタカナ文字の使用方針。使用基準および字体が決定。法的変更は無し[31]。
- 1979年（昭和54年）
  - 2月28日 - 創業時からの取引先であった三越との取引停止（原因は三越事件・燃える秋を参照のこと）[33]。これにより三越百貨店の商品配達業務から撤退し、三越主張所を閉鎖[31]。
  - 2月 - 第1回謝罪発行
  - 4月1日 - 宅配便のCMソングを制作し、ラジオにて放送開始[34]。
- 1981年（昭和56年）10月5日 - 第2次NEKOシステムの問い合わせシステムの運用を開始[35]。
- 1982年（昭和57年）
  - 4月1日 - 宅急便の日曜祝日の営業を正式に開始[35]。
  - 4月 - 宅急便マークが商標登録される[35]。
  - 10月1日 - ヤマト運輸株式会社（旧）に商号変更。同年5月25日に資本参加した宅急便の東南九州地区のフランチャイジー、富士運送を九州ヤマト運輸に商号変更[35]。同日、取扱店向け広報誌『クロネコだより』創刊[35]。
  - 10月 - 宅急便の日曜祝日営業を完全実施[35]。
- 1984年（昭和59年）4月1日 - 「ゴルフ宅急便」を発売[36]。
- 1986年（昭和61年）10月1日 - ポータブルポスとワークステーションを使用する第3次NEKOシステムを運用開始[37]。
- 1987年（昭和62年）
  - 7月18日 - フィンセント・ファン・ゴッホの『ひまわり』の輸送を担当[37]。
  - 8月1日 - クール宅急便を発売[37]。
- 1989年（昭和64年/平成元年）
  - 5月16日 - 本社にフレックスタイム制を導入[38]。
  - 11月1日 - 空港宅急便を発売[38]。
- 1990年（平成2年）
  - 9月11日 - アメリカの貨物航空会社大手ユナイテッド・パーセル・サービスと提携、合弁会社「UPS Yamato Partnership USA」設立[39]。
  - 10月16日 - 本社社屋を新築移転（5代目、現本社ビル）[39]。創業70周年記念事業の一つとして建てられた地上7階地下2階建ての建物で、外観は南側の一部を半円形として壁面を全面ガラス張り（昼間はミラーガラスになる）を採用している[40]。
  - 同年中 - ユナイテッド・パーセル・サービスとの合弁会社「UPSヤマトエクスプレス」を設立（2004年3月31日に合弁を解消し、業務提携に変更の上、ユーピーエス・ヤマト。エクスプレスはユナイテッド・パーセル・サービス社100％の出資会社に変更[41]。）。
- 1991年（平成3年）
  - 3月 - シロネコ・クロネコのキャラクター誕生[39]。
  - 6月20日 - 『ヤマト運輸70年』史発行[39]。
  - 同年中 - 宅急便の四国地区のフランチャイジー、四国高速運輸（現在の同名会社とは別法人）を子会社化し、四国ヤマト運輸に社名変更。
- 1993年（平成5年）4月 - 第4次NEKOシステムを導入[42]（1994年〔平成6年〕9月に全店導入が完了）[43]。
- 1995年（平成7年）4月 - 社訓、経営理念、企業姿勢、社員行動指針からなる『ヤマト運輸企業理念』を制定[43]。
- 1996年（平成8年）
  - 8月1日 - 宅急便が伊豆七島（青ヶ島、神津島、利島、新島、式根島、御蔵島、三宅島）への拡大[44]。
  - 8月 - クロネコメール便、テスト販売開始[44]。
  - 12月 - 宅急便が年中無休化（以前は年末年始に休業していた）[44]
- 1997年（平成9年）
  - 3月 - クロネコメール便発売[44]。
  - 6月26日 - ホームページ開設[44]。
  - 9月5日 - 東京（主）新ターミナルを竣工。業界初の託児所（10月1日運営開始）を併設[44]。
  - 11月1日 - 小笠原諸島（母島、父島）への拡大。離島を含む全国ネットワークの完成[44]。
- 1999年（平成11年）10月 - 第5次NEKOシステムを導入[45]。
- 2000年（平成12年）
  - 1月 - 台湾の食品・小売業者大手統一企業と提携、合弁会社「統一速達股份有限公司」を設立[46]。同年10月6日には同社にノウハウを提供し台湾において宅急便を発売立[47]。
  - 1月 - ユナイテッド・パーセル・サービスとの合弁を発展解消に伴い、航空輸送業務を再開（米国ヤマト運輸）[48]。
  - 3月31日 - 美術品取扱業者として初めてISO9002を認証取得[48]。
- 2003年（平成15年）
  - 11月4日 - 東京国際空港と新千歳空港で運航された深夜フライト便を利用した、関東（1都7県）と北海道間を一晩で結ぶ超速宅急便のサービス開始[49]（2018年〔平成30年〕10月31日サービス終了[50]）。
  - 4月1日 - 四国ヤマト運輸（四国4県）・九州ヤマト運輸（大分・宮崎・鹿児島）を吸収合併し[51]、沖縄県以外を直轄化。同日、ヤマト物流設計を設立[51]。同日、ロジスティクス事業の一部を会社分割し、ヤマトロジスティクス株式会社（ヤマト・ロジスティクス・プロデュース株式会社から名称変更）に継承[51]。同日、フォワーティング事業を会社分割し、ヤマトグローバルフレイトに継承[51]。同日、クロネコメール便リニューアル（全国10か所にクロネコメール便ターミナル新設、メール便専用車両を開発、50g以内、100g以内の新サイズ設定、一部地域を除き翌日配達とする）[51]。
- 2004年（平成16年）
  - 3月23日 - 個人でもクロネコメール便が利用可能になる。
  - 5月 - コンビニエンスストア・宅急便取扱店でクロネコメール便の取次ぎ開始。
  - 7月1日 - 宅急便『お届け通知サービス』を開始[41]。
  - 7月7日 - 超速宅急便のエリアを九州に拡大[41]（佐賀空港 - 東京国際空港間に就航する夜間貨物定期便を利用[52]）。
- 2005年（平成17年）
  - 3月31日 - 子会社のヤマト運輸分割準備株式会社を設立[53]。
  - 6月 - 第6次NEKOシステムを導入[54]。

### 持株会社化以降
- 2005年（平成17年）11月1日 - ヤマト運輸株式会社（旧）がヤマトホールディングス株式会社、ヤマト運輸分割準備がヤマト運輸株式会社（新）にそれぞれ社名変更[53]。日本の運送業界初の持株会社制へ移行。
- 2006年（平成18年）
  - 2月1日 - 宅急便店頭受取サービスを開始[55]。
  - 5月10日 - 海運最大手である日本郵船との戦略的提携を締結[55]。
  - 10月1日 - クロネコメール便リニューアル（重量制からサイズ制に、配達日数が3日から4日に）。同日、クロネコメール便速達サービスを開始[55]。
- 2007年（平成19年）5月 - 小売業大手である丸井との資本・業務提携を発表。
- 2008年（平成20年）4月1日 - 国内航空便事業（エキスプレス事業本部）をヤマトグローバルエキスプレスに移管[56]。
- 2010年（平成22年）
  - 1月 - 第7次NEKOシステムを導入[57]。
  - 1月8日 - シンガポールにて宅急便事業およびコレクトサービスを開始（シンガポールヤマト運輸、シンガポールヤマトペイメントサービス）[57]。
  - 1月18日 - 上海中国上海市にて宅急便事業を開始[57]。三越との取引も再開した。
- 2011年（平成23年）
  - 2月8日 - 香港にて宅急便事業を開始（香港ヤマト運輸）[58]。
  - 5月18日 - 京福電気鉄道の路面電車を利用した宅急便の輸送を開始[58]。
  - 9月19日 - マレーシアにて宅急便事業を開始[58]。
- 2015年（平成27年）3月31日 - クロネコメール便を廃止[44][59]。
- 2017年（平成29年） - 第8次NEKOシステムを導入[60]。
- 2021年（令和3年）
  - 1月21日 - 2024年4月から日本航空と共同で貨物専用機の運航計画を発表[61]。運航委託先はスプリング・ジャパンとなる[62]。
  - 4月1日 - 64年ぶりにCIを刷新。ヤマト運輸を含むグループ8社を合併・分割のうえ、事業会社へ移行する予定であったが、新型コロナウイルス感染拡大の影響等を踏まえ、グループの再編は行うものの、同社を再編当事者から外し、引き続きヤマトグループの純粋持株会社とすることが同社取締役会において決議された[63][64]。
- 2022年（令和4年）1月17日 - ヤマトホームコンビニエンスの過半数超の株式をアート引越センターに売却[65]。
- 2024年4月11日 - 国内定期貨物便を、日本航空、スプリング・ジャパンに委託して運航開始[66]

## テレビ番組
- プロジェクトX〜挑戦者たち〜 「腕と度胸のトラック便」～翌日宅配・物流革命が始まった～（2001年5月29日、NHK）[67]
- 日経スペシャル カンブリア宮殿 物流最前線！宅急便のすべてを見せます（2011年10月13日、テレビ東京）[68]
- 日経スペシャル カンブリア宮殿 物流イノベーション！ 進化し続ける『ヤマトのDNA』（2011年10月20日、テレビ東京）[69]